# Beecher (Illinois)
Beecher é uma vila localizada no estado americano de Illinois, no Condado de Will.

## Demografia
Segundo o censo americano de 2000, a sua população era de 2033 habitantes. 
Em 2006, foi estimada uma população de 2946, um aumento de 913 (44.9%).

## Geografia
De acordo com o United States Census Bureau tem uma área de 
5,5 km², dos quais 5,5 km² cobertos por terra e 0,0 km² cobertos por água.

## Localidades na vizinhança
O diagrama seguinte representa as localidades num raio de 16 km ao redor de Beecher. 